# Comodoro Rivadavia
Comodoro Rivadabia este situată în regiunea Chabut, Patagonia, Argentina. Este localizată în zona zăcămintelor de hidrocarburi ceea ce a fost motorul acestui oraș.

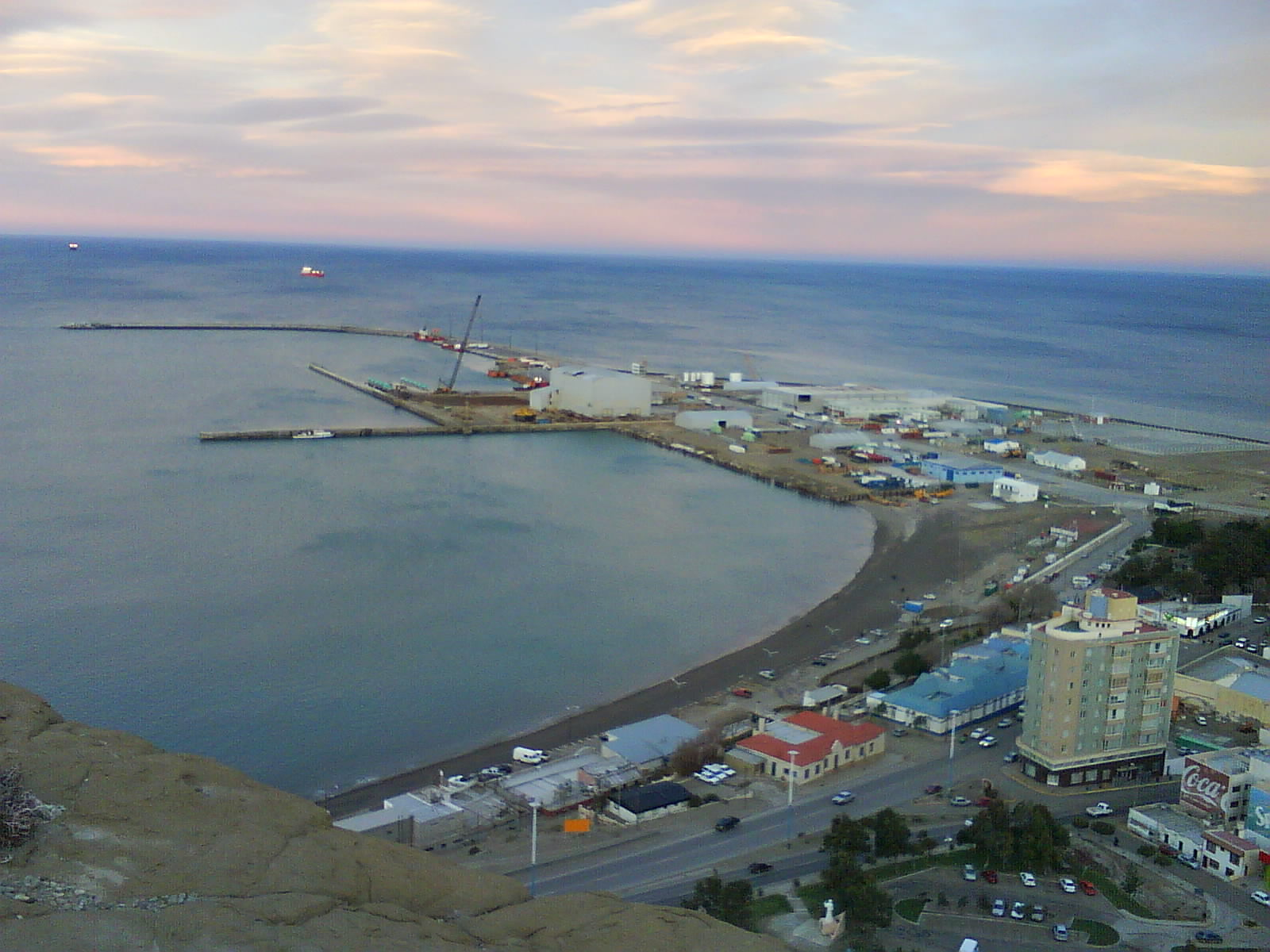